# Токарская, Татьяна Петровна
Татьяна Петровна Токарская (укр. Тетяна Петрівна Токарська, 10 ноября 1906 — 30 ноября 1984) — советская и украинская актриса.

## Биография
Родилась в Полтаве. Окончила экранное отделения Одесского государственного техникума кинематографии. Уже на первых курсах сыграла две главные роли — Нимидоры и Мокрины в фильме «Николай Джеря», снятом в 1926 году Марком Терещенко, сподвижником Леся Курбаса на студии ВУФКУ в Одессе. Её партнёром по фильму был Амвросий Бучма. Во втором фильме этой же студии на украинскую тематику «Сорочинская ярмарка» актриса исполнила также главную роль — дочери Солопия Черевика — Прасковьи. Эти фильмы с успехом демонстрировались в Париже и Берлине.
Затем актриса снималась в различных фильмах, таких как «Бенефис клоуна Жоржа», «Октябрюхов и Декабрюхов» (сценарий Маяковского), «Не по дороге» (реж. М. Терещенко) и в других. В конце 1920-х годов, когда приобретает стремительное развитие жанр «производственного фильма», актриса активно участвует в съёмках. В фильме «Контакт» Татьяна Токарская сыграла главную роль Ани, дочери старого мастера Коржова.
В фильме «Итальянка» (1931) она встречается на съемочной площадке с кинорежиссёром Леонидом Луковым, с которым потом работала в фильме «Борьба продолжается» (1931) и «Большая жизнь» (1939) (в качестве ассистента режиссёра). В эти же годы Татьяна Токарская работает ассистентом и вторым режиссёром, а потом много лет режиссёром отдела дубляжа Киевской киностудии. Актриса сыграла много разноплановых ролей, сотрудничала с такими художниками, как Амвросий Бучма , Леонид Луков, Михаил Терещенко и приблизила к зрителю героев зарубежных фильмов, дублируя их на украинском языке. Умерла в Киеве в 1984 году.
Многие её первые фильмы не сохранились, хотя некоторые кадры из них хранятся в Музее театрального, музыкального и киноискусства Украины в Киеве.